# 飯塚百花
飯塚 百花（いいづか ももか、2000年6月29日 - ）は、日本の子役。

## 出演作品

### 映画
- おくりびと（2008年） - 山下詩織 役
- 大決戦!超ウルトラ8兄弟（2008年） - 赤い靴の少女 役

### テレビドラマ
- 文學の唄 恋する日曜日（2005年）
- 時効警察 第5話「キッスで殺せ! 死の接吻は甘かったかも?」（2006年）
- ウルトラマンメビウス 第18話「ウルトラマンの重圧」（2006年） - リサ 役
- 魂萌え! 第1話「混乱」・第3話「風よ、吹け!」（2006年）
- 母親失格（2007年）
- 万引きGメン・二階堂雪 第17作「最期の嘘」（2008年）- 小学生の西崎あずさ 役